# Hrabovčík
Hrabovčík je obec na Slovensku v okrese Svidník, v Nízkých Beskydech v Ondavské vrchovině, u potoka Hrabovčík v povodí řeky Ondavy.

## Historie
Hrabovčík je poprvé písemně zmíněn v roce 1548 jako Hrabochyk.V roce 1618 byla obec součástí panství Makovica. V 10. letech 18. století nastalo značné zpustošení kvůli útěku poddaných.
V roce 1787 měla obec 52 domů a 299 obyvatel, v roce 1828 zde bylo 63 domů a 475 obyvatel, kteří byli zaměstnáni mimo jiné jako sezónní dělníci na vinicích v jižních župách Uherského království. V 19. století vlastnil zdejší panství rod Erdődyů.
Do roku 1918 patřila obec k Uhersku a poté připadla Československu. V období první Československé republiky se mnoho obyvatel vystěhovalo; bylo zde rozšířeno košíkářství. Po 2. světové válce část obyvatel dojížděla za prací do průmyslových závodů ve Svidníku a Košicích.

## Pamětihodnosti
Řeckokatolický kostel sv. Michala Archanděla, jednolodní klasicistní stavba z roku 1812 s půlkruhovým ukončením presbytáře a představenou věží. Úpravami prošel v roce 1969 a 1996 . Obnoven byl v letech 1999-2000 . Nachází se zde neoklasicistní ikonostas, hlavní a boční oltář z konce 19. století s prvky secese . Fasády jsou členěny lizénovými rámy a půlkruhově ukončenými okny. Věž s nárožním zaoblením je členěna průběžnými lizénami a ukončena korunní římsou a barokní helmicí s laternou. 